# Игали, Даниэль
Бараладей Даниэль Игали (англ. Baraladei Daniel Igali; 3 февраля 1974, деревня Энивари, штат Байельса, Нигерия) — нигерийский и канадский борец вольного и греко-римского стиля, чемпион Олимпийских игр, чемпион мира, двукратный чемпион Африки, чемпион Нигерии 1990, 1991, 1993 и 1994 годов, чемпион Канады 1998, 1999, 2001, 2002 годов по вольной борьбе, чемпион Нигерии 1991 и 1993 годов, чемпион Канады 1997 и 1999 годов по греко-римской борьбе. Первый олимпийский чемпион по борьбе из спортсменов, представлявших Канаду и первый чернокожий африканец — олимпийский чемпион по борьбе.. Известен также как игрок международного уровня в кабадди, даже носил прозвище «Майкл Джордан в кабадди», но прекратил занятия в пользу борьбы.

## Биография
Родился в бедной нигерийской деревне в дельте Нигера в семье, где вместе с ним было 20 братьев и сестёр. Занялся борьбой после того, как его деревню в середине 1980-х посетил Макалей Аппа, чемпион Африки по борьбе и участник олимпийских игр 1984 года.
В 1990 году впервые стал чемпионом Нигерии. В 1991 году занял второе место на Африканских играх. В 1993 году стал чемпионом Африки по вольной борьбе и завоевал «бронзу» в греко-римской борьбе. В следующем году подтвердил своё звание сильнейшего в Африке в вольной борьбе. Эти достижения позволили ему выступить на Играх Содружества 1995 года в Виктории, где занял лишь девятое место, но смог получить статус беженца в Канаде.
Поступил в колледж, и затем в университет Саймона Фрейзера (окончил университет в 2002 году и имеет степень по криминологии). В 1997 году получил гражданство Канады и стал чемпионом Канады по греко-римской борьбе, а в 1998 году — по вольной борьбе. В 1999 году выиграл оба титула.
В 1998 году, выступая уже за сборную Канады, занял 11 место на Гран-при Германии. В 1998 году остался четвёртым на чемпионате мира. В 1999 году был третьим на Панамериканских играх, вторым на розыгрыше Кубка мира, стал чемпионом мира и победил на Гран-при Германии.
На Летних Олимпийских играх 2000 года в Сиднее боролся в категории до 69 килограммов (полусредний вес). Участники турнира, числом в 20 человек, были разделены на шесть групп, в каждой из которых борьба велась по круговой системе. Победители в группах выходили в четвертьфинал, где боролись по системе с выбыванием после поражения. Проигравшие занимали места соответственно полученным в схватках квалификационным и техническим баллам. Даниэль Игали победил всех своих соперников и стал олимпийским чемпионом.
| Круг          | Соперник            | Страна                    | Результат | Основание                                   | Время схватки |
| ------------- | ------------------- | ------------------------- | --------- | ------------------------------------------- | ------------- |
| 1 (группа 1)  | Амир Таваколян      | Иран                      | Победа    | 2-2 (по предпочтению) (2 технических балла) | 9:00          |
| 2 (группа 1)  | Эмзариос Бентинидис | Грузия                    | Победа    | 3-0 (3 технических балла)                   | 6:00          |
| Четвертьфинал | Йошвани Санчес      | Куба                      | Победа    | 3-1 (3 технических балла)                   | 6:15          |
| Полуфинал     | Линкольн Макилрави  | Соединённые Штаты Америки | Победа    | 6-3 (6 технических баллов)                  | 8:14          |
| Финал         | Арсен Гитинов       | Россия                    | Победа    | 7-4                                         | 6:00          |

В 2001 году был только девятым на чемпионате мира, после чего перешёл в средний вес. В 2002 году победил на турнире Manitoba Open, был четвёртым на мемориале Дейва Шульца, вторым на Гран-при Германии, победил на Играх Содружества и остался пятым на чемпионате мира. В 2002 году был лишь 11-м на чемпионате мира. В 2004 году остался пятым на Гран-при Германии и четвёртым на предолимпийском квалификационном турнире.
На Летних Олимпийских играх 2004 года в Афинах боролся в категории до 74 килограммов (средний вес). В турнире участвовали 21 человек; регламент турнира оставался в целом прежним. Даниэль Игали победил в группе, но в четвертьфинале потерпел поражение. На схватку за пятое место не явился и занял итоговое шестое место.
| Круг               | Соперник         | Страна                    | Результат | Основание                                      | Время схватки |
| ------------------ | ---------------- | ------------------------- | --------- | ---------------------------------------------- | ------------- |
| 1 (группа B)       | Юсуп Абдусаломов | Таджикистан               | Победа    | 5-2 (5 технических баллов, 3 квалификационных) | 6:00          |
| 2 (группа B)       | Эльнур Асланов   | Азербайджан               | Победа    | 7-1 (7 технических баллов, 3 квалификационных) | 6:00          |
| Четвертьфинал      | Иван Фундора     | Куба                      | Поражение | 1-3 (1 технический балл, 1 квалификационный)   | 6:00          |
| Финал (за 5 место) | Джо Уильямс      | Соединённые Штаты Америки | Поражение | Неявка на встречу                              | 0:00          |

После олимпийских игр оставил карьеру в борьбе.
В 2002 году создал фонд Daniel Igali Foundation, который осуществлял сбор средств для строительства школы в родной деревне борца и в 2006 году школа была построена. Фонд продолжает свою деятельность по развитию образования в Нигерии. Даниэль Игали начинал политическую деятельность в штате Британская Колумбия в Канаде, но затем, в 2011 году стал членом Ассамблеи штата Байельса в Нигерии. С середины 2000-х является также главным тренером сборной Нигерии по борьбе.
Член Зала славы спорта Британской Колумбии, Зала Славы спорта Канады (2007), Зала олимпийской славы Канады (2012) и Международного Зала славы борьбы (2012)
В 2006 году был ограблен в доме родственников в Нигерии, получил при этом несколько ударов прикладом автомата и ножевых ранений